# Art In Flow
Art In Flow ist ein Verlag und Büro für zeitgenössische Kunst mit Sitz in Berlin-Kreuzberg.

## Geschichte
Art In Flow wurde 2004 von Ulrike Oppelt als Online-Galerie für zeitgenössische Kunst gegründet. Die Onlineplattform entwickelte sich zu einem Büro für Kunst mit Schwerpunkt auf Kunstvermittlung, mediengerechter Präsentation künstlerischer Profile und der zusätzlich Erstellung thematischer verwandter Printmedien. 2007 wurde der Verlag gegründet. Er entstand aus der kontinuierlichen Zusammenarbeit mit Künstlern und Institutionen. Schwerpunkt wurde das Verlegen von Künstlermonographien und Ausstellungskatalogen. Seit 2014 kooperiert Art In Flow als Medienpartner mit Kunstmatrix Technologies GmbH zur experimentellen Nutzung von virtuellen 3D-Ausstellungsräumen und einer App zur augmented reality.

## Konzeption
Art In Flow ist eine geschützte Wortmarke. Darunter vereint sich der Verlag und das Büro für Kunst mit spezialisierten Leistungen für Künstlerinnen und Künstlern. Diese sind neben Texten und Katalogen auch Werkverzeichnisse und die Aufarbeitung künstlerischer Nachlässe. Künstlerbücher werden in enger Zusammenarbeit mit den Künstlerinnen und Künstlern entwickelt. Zu einigen Katalogen/Kunstbüchern entstanden Vorzugsausgaben und Editionen (Druckgrafik, Fotografie, Originalzeichnung), die als Unikate oder in limitierten Auflagen (nummeriert und signiert) angeboten werden. Es werden Projekte mit etablierten als auch mit noch unbekannten Künstlern durchgeführt. 
Da Kunst und Kultur einer ständigen Veränderung unterliegen, werden mediale Kommunikations- und Vermittlungswege eingeschlagen. Ausschlaggebend für die verlegerische oder kuratorische Tätigkeit sind die Qualität und das Potenzial der künstlerischen Arbeit. In den virtuell begehbaren Räumen zur Betrachtung von Kunst lassen sich Bilder, Skulpturen und Plastiken ebenso wie Filme und Installationen zeitgenössischer Künstlerinnen und Künstler in die Präsentation integrieren.
Nachstehend eine Auswahl von Künstlerinnen und Künstlern im Kontext von Projekten mit Art In Flow: Tinka Bechert, Sandra Becker, Lutz Brandt, Silvia Klara Breitwieser, Monika Funke-Stern, Janus Kadel, Peter Robert Keil, Johann Manfred Kleber, Simone Kornfeld, Kathrin Rank, Karl Menzen, Maximilian Verhas, Poul R. Weile.

## Onlinepräsenz
Art In Flow unterhält Profile auf Vimeo und Facebook.